# Mangold von Berg
Mangold von Berg (* 1140/50er-Jahre; † 9. Juni 1215 in Wien, teilweise auch Manegold) war Abt der Klöster von St. Georgen, Kremsmünster, Tegernsee und Bischof von Passau.
Mangold von Berg stammt aus dem oberschwäbischen Grafengeschlecht der von Berg. Er war der jüngste Sohn des Grafen Diepold II. von Berg-Schelklingen und der Gisela von Andechs und für eine geistliche Karriere bestimmt, wie seine Brüder Heinrich von Berg und Diepold von Berg, die ihm als Passauer Bischöfe vorangingen, und der Bruder Otto II. von Berg, Bischof von Freising.
In jungen Jahren wurde er Mönch, dann Abt des Klosters St. Georgen im Schwarzwald, wo er im Tennenbacher Güterstreit (1180–1187) die Besitzrechte des Schwarzwaldklosters verteidigte. Zudem erhielt Mangold die Leitung des österreichischen Klosters Kremsmünster (1183–1206), doch war er hier nicht unumstritten. Er wurde Abt im bayerischen Kloster Tegernsee (1190–1206) und gab nach 1193/94 die St. Georgener Abtswürde auf. Im Jahr 1197 beteiligte er sich am Kreuzzug ins Heilige Land, 1206 wurde er zum Bischof von Passau (1206–1215) gewählt. Vor dem Hintergrund der stauferfreundlichen Haltung der Grafen von Berg entfaltete Mangold mehrfach reichspolitische Aktivitäten und traf mit den Königen Heinrich VI. (1190–1197), Philipp von Schwaben (1198–1208), Otto IV. (1198–1215/1218) und Friedrich II. (1212/1215–1250) zusammen. Als Bischof war er am territorialen Ausbau seines Bistums interessiert; auch die Stadt Passau ließ er 1209 neu befestigen. Mangold von Berg starb am 9. Juni 1215 in Wien.